# بنطيز
بنطيز أو بونتواز (نطق:pɔ̃twɑz)، هي بلدية فرنسية تقع في الضواحي الشمالية الغربية لباريس، فرنسا. تقع على بعد 28.4 كم (17.6 ميل) من وسط باريس، في «المدينة الجديدة» في سيرجي بونتواز.
ذكرها الادريسي: «ومن رطوماغش المتقدم ذكرها أيضا إلى مدينة بنطيز ثلاثون ميلا وهي آخر أعمال نرمندية في جهة الجنوب وهي مدينة على النهر آهلة عامرة حسنة الديار كبيرة الأقطار وافرة العمار.»
وأيضًا: «وبنطيز مدينة صغيرة لكنها متحضرة بتجارات متحركة وصناعات مفتعلة وغلات متصلة وهي على شرقي نهر صينو المتقدم ذكره»

## المناخ
يظهر الجدول التالي التغييرات المناخية على مدار السنة لبنطيز:
| البيانات المناخية لـبنطيز         | البيانات المناخية لـبنطيز | البيانات المناخية لـبنطيز | البيانات المناخية لـبنطيز | البيانات المناخية لـبنطيز | البيانات المناخية لـبنطيز | البيانات المناخية لـبنطيز | البيانات المناخية لـبنطيز | البيانات المناخية لـبنطيز | البيانات المناخية لـبنطيز | البيانات المناخية لـبنطيز | البيانات المناخية لـبنطيز | البيانات المناخية لـبنطيز | البيانات المناخية لـبنطيز |
| الشهر                             | يناير                     | فبراير                    | مارس                      | أبريل                     | مايو                      | يونيو                     | يوليو                     | أغسطس                     | سبتمبر                    | أكتوبر                    | نوفمبر                    | ديسمبر                    | المعدل السنوي             |
| --------------------------------- | ------------------------- | ------------------------- | ------------------------- | ------------------------- | ------------------------- | ------------------------- | ------------------------- | ------------------------- | ------------------------- | ------------------------- | ------------------------- | ------------------------- | ------------------------- |
| الدرجة القصوى °م (°ف)             | 15.5 (59.9)               | 20.0 (68.0)               | 23.2 (73.8)               | 29.3 (84.7)               | 32.5 (90.5)               | 37.1 (98.8)               | 38.6 (101.5)              | 39.2 (102.6)              | 33.9 (93.0)               | 28.8 (83.8)               | 21.7 (71.1)               | 17.4 (63.3)               | 39.2 (102.6)              |
| متوسط درجة الحرارة الكبرى °م (°ف) | 6.6 (43.9)                | 7.7 (45.9)                | 11.4 (52.5)               | 14.6 (58.3)               | 18.5 (65.3)               | 21.6 (70.9)               | 24.3 (75.7)               | 24.2 (75.6)               | 20.5 (68.9)               | 15.8 (60.4)               | 10.2 (50.4)               | 6.8 (44.2)                | 15.2 (59.4)               |
| متوسط درجة الحرارة الصغرى °م (°ف) | 1.2 (34.2)                | 1.1 (34.0)                | 3.2 (37.8)                | 4.7 (40.5)                | 8.3 (46.9)                | 10.8 (51.4)               | 12.8 (55.0)               | 12.7 (54.9)               | 10.1 (50.2)               | 7.6 (45.7)                | 4.0 (39.2)                | 1.8 (35.2)                | 6.6 (43.9)                |
| أدنى درجة حرارة °م (°ف)           | −17.8 (0.0)               | −15.4 (4.3)               | −11.1 (12.0)              | −4.6 (23.7)               | −1.4 (29.5)               | 1.0 (33.8)                | 4.0 (39.2)                | 4.4 (39.9)                | −0.6 (30.9)               | −5.2 (22.6)               | −10.2 (13.6)              | −16.0 (3.2)               | −17.8 (0.0)               |
| الهطول مم (إنش)                   | 55.8 (2.20)               | 43.6 (1.72)               | 51.0 (2.01)               | 47.2 (1.86)               | 60.6 (2.39)               | 49.4 (1.94)               | 54.5 (2.15)               | 48.3 (1.90)               | 50.2 (1.98)               | 62.4 (2.46)               | 52.6 (2.07)               | 62.7 (2.47)               | 638.3 (25.13)             |
| متوسط أيام هطول الأمطار           | 10.8                      | 8.8                       | 10.2                      | 9.1                       | 10.4                      | 9.1                       | 8.2                       | 7.4                       | 8.1                       | 10.4                      | 10.3                      | 11.3                      | 114.0                     |
| المصدر: Météo France              |                           |                           |                           |                           |                           |                           |                           |                           |                           |                           |                           |                           |                           |

## توأمة
لبنطيز اتفاقيات توأمة مع كل من:
- أرينزانو
- بوبلينغين
- سيتارد- خيلين
- سيفينواكس
- برغاما (1998 -)[13]

## أعلام
- جاك ديشان
- موسى ديمبيلي
- داريل ر. ليندسي
- فيليب الجريء
- تشارلز ليون
- تشارلز لوكلير
- نيكولاس فلاميل
- أمين حاريت
- جورج ماثياس